# Сект, Ханс фон
Йоханнес «Ханс» Фридрих Леопольд фон Сект (нем. Johannes "Hans" Friedrich Leopold von Seeckt; 22 апреля 1866 — 27 декабря 1936) — немецкий генерал-полковник, участник Первой мировой войны, командующий сухопутными войсками рейхсвера.
В 1920-х годах заложил основы воссоздания германской армии и её технического перевооружения, заключив для этого соглашение с советским правительством. Разработал концепцию маневренной войны с участием всех видов вооруженных сил. Тактика Секта привела к блестящим успехам вермахта на первом этапе Второй мировой войны.
С 1933 по 1935 год неоднократно бывал в Китае в качестве военного консультанта Чан Кайши в его войне против китайских коммунистов и непосредственно отвечал за разработку операций по окружению, которые привели к серии побед над китайской Красной армией и вынудили Мао Цзэдуна совершить историческое отступление.

## Биография

### Ранние годы
Родился в Шлезвиге 22 апреля 1866 года в старинной померанской семье, получившей дворянство в восемнадцатом веке. Его отец дослужился до звания генерала немецкой армии, закончив свою карьеру военным губернатором Познани. Хотя к моменту рождения Ганса семья потеряла свои поместья, Сект был «настоящим аристократом». Вслед за отцом, Ганс выбрал военную службу, вступив в армию в 1885 году в возрасте 18 лет . Служил в гвардейской гренадерской дивизии. В 1897 году поступил в академию прусского генерального штаба . По завершении обучения в 1897 году служил на различных должностях в штабе III армейского корпуса (Берлин). В 1913 году стал начальником штаба III корпуса.
В 1893 году женился на Доротее Фабиан.

### Первая мировая война
С началом Первой мировой войны III корпус в составе 1-й армии фон Клюка участвовал в наступлении на западном фронте в сражении на Марне.
В марте 1915 года Сект был назначен на восточный фронт начальником штаба 11-й армии Макензена, которая успешно осуществила Горлицкий прорыв. Сект был награждён орденом «Пур ле Мерит» (За заслуги).
В сентябре 1915 года Макензен и Сект были отправлены на сербский фронт для командования группой армий для действий против Сербии. 1 октября 1915 года началось австро-германско-болгарское наступление, в ходе которого сербская армия была разгромлена, а территория Сербии оккупирована.
В июне 1916 года Сект был назначен начальником штаба 7-й австрийской армии Пфланцера-Балтина, которая должна была сдержать Брусиловский прорыв. У Секта возникли разногласия с командующим армией, который никогда не был другом немцев. Вскоре 7-я армия была разбита войсками русской армии Лечицкого.
В августе 1916 года Сект был назначен начальником штаба армейской группы эрцгерцога Карла. После тяжёлых боев и отступления австрийцам удалось остановить русское наступление в предгорьях Карпат. После того как в ноябре 1916 года эрцгерцог Карл стал австрийским императором, командующим группой армий стал эрцгерцог Иосиф, и Сект оставался его начальником штаба в течение 1917 года.
В декабре 1917 года Сект прибыл в Стамбул, где занял пост начальника генерального штаба турецкой армии. Сект командовал операциями на этом второстепенном театре до конца 1918 года. Когда в октябре 1918 года Болгария вышла из войны после прорыва Салоникского фронта, положение Турции стало безнадёжным. 30 октября Турция подписала перемирие, по которому все немецкие офицеры должны были покинуть турецкую армию. 4 ноября Сект покинул Турцию, отправившись на родину через Одессу, где уже царила революционная анархия. 13 ноября он прибыл в Германию, где в это время был свергнут кайзер и провозглашена республика.

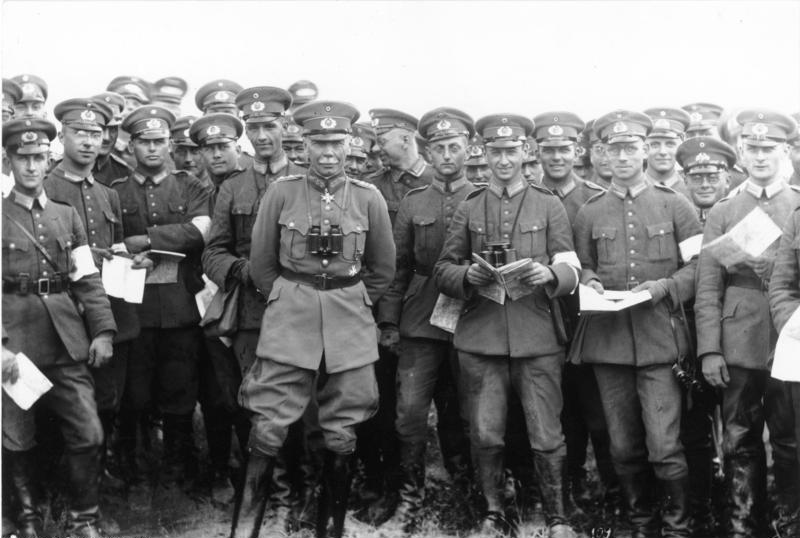
Ханс фон Сект на манёврах рейхсвера в Тюрингии. 1925 год

### Веймарская республика
В январе 1919 года Гинденбург попросил Секта отправиться в Кёнигсберг для организации возвращения потока германских пленных из России. После выполнения этой непростой задачи Сект был назначен членом немецкой делегации на Парижской мирной конференции. В июле 1919 года Сект был назначен начальником войскового управления (нем. Truppenamt), под именем которого фактически скрывался Генштаб, который был запрещён Версальским мирным договором. В 1920 году Сект был назначен начальником управления сухопутными войсками (нем. Chef der Heeresleitung), фактически главнокомандующим рейхсвера.
Наибольшую славу Секту принесла его работа по организации рейхсвера Веймарской республики. По условиям версальского договора его численность была ограничена 100 000 человек, так чтобы он не мог противостоять намного большей по численности французской армии. Сект строил свою малочисленную армию как высокопрофессиональное ядро, вокруг которого впоследствии можно было бы развернуть армию нормальных размеров. Каждый рядовой рейхсвера готовился так, чтобы в будущем он мог стать унтер-офицером или офицером.
Сотрудничество с Советской Россией
Сект считал вторую Польскую республику ядром проблем на востоке и считал, что её существование несовместимо с жизненными интересами Германии. Он был сторонником союза с РСФСР, которая, также как и Германия, уступила территории Польше (См. Советско-польская война). Сект послал своего близкого друга Энвер-пашу с секретной миссией в Москву для установления контактов с Советским правительством . Летом 1920 года Энвер отправил Секту письмо из Москвы с просьбой о поставках немецкого оружия Советской России, в обмен на которые Троцкий пообещал разделить Польшу с Германией. Хотя Сект без колебаний применил военную силу против попыток большевиков захватить власть в Германии, его неприятие коммунизма не повлияло на отношения с РСФСР. Сект рассматривал свой неформальный союз с Россией скорее с практической, чем идеологической точки зрения. Обе страны потерпели поражение в войне и имели схожие проблемы, что создавало предпосылки для сотрудничества . Сект возражал против усилий генерала Рюдигера фон дер Гольца и его отрядов Freikorps по созданию прогерманского антикоммунистического государства в Прибалтике. Не возражая против завоевания Прибалтики, если это было возможно, Сект был против планов Гольца использовать новое предполагаемое государство в качестве базы для свержения большевиков. Сект считал главным врагом на востоке Польшу, в борьбе с которой Россия была бы очень полезным союзником.
В 1921 году Сект поручил Курту фон Шлейхеру провести переговоры с Леонидом Красиным по оказанию Германией помощи советской военной промышленности. В сентябре 1921 года на секретной встрече в квартире Шлейхера были согласованы детали договоренности о финансовой и технической помощи Германии в создании советской военной промышленности в обмен на советскую поддержку Германии в уклонении от положений Версальского договора о разоружении. Шлейхер создал подставную корпорацию, известную как GEFU (Gesellschaft zur Förderung gewerblicher Unternehmungen — компания по развитию промышленного производства), которая вложила 75 миллионов рейхсмарок в советскую военную промышленность, однако деньги эти в основном были растрачены и результатов Советскому Союзу не принесли. Корпорация основала в СССР заводы по производству самолётов, танков, артиллерийских снарядов и отравляющих газов, которые так и не начали самостоятельного производства. Сотрудничество с СССР позволило Германии избежать отставания в военных технологиях, несмотря на положения Версальского мирного договора. Эта работа заложила в 1920-х годах основу для открытого перевооружения Германии при Гитлере.
Сект наладил близкие отношения с командованием РККА, по договоренности с которым на территории РСФСР были созданы секретные учебные центры для подготовки кадров танковых войск — Кама, авиации — Липецкий авиацентр и школа «химической войны» — Томка (которые Германии запрещено было иметь). Поддерживал заключение Рапалльского договора.
Политические взгляды
Во время Капповского путча Сект не подчинился приказам министра обороны Густава Носке, канцлера Густава Бауэра и рейхспрезидента Фридриха Эберта подавить путч, заявив, что „не может быть и речи о посылке рейхсвера для борьбы с этими людьми“. Действия Секта были полностью незаконными, поскольку в соответствии с веймарской конституцией президент был Верховным главнокомандующим, и, кроме того, Сект нарушил клятву рейхсвера, которая обязывала военных защищать республику. Сект приказал военным игнорировать приказы Эберта о защите республики и вместо этого занял позицию кажущегося нейтралитета, что фактически означало поддержку путча Каппа, лишив правительство средств самообороны. Сект не был предан Веймарской республике, и его симпатии были полностью на стороне путча Каппа, но в то же время Сект считал путч преждевременным и предпочёл сидеть сложа руки и смотреть, как будут развиваться события, вместо того, чтобы присоединятся к путчу.
Во время нацистского «Пивного путча» 1923 года отдал приказ командующему Мюнхенским гарнизоном генералу Отто фон Лоссову подавить мятеж. И хотя Сект идеологически симпатизировал путчу, он остался лоялен правительству республики, поскольку понимал, что армия ещё не готова к новой войне с Францией и Англией.
В 1926 году разрешил проведение дуэлей в войсках и предложил принцу Вильгельму Гогенцоллерну пост начальника военной подготовки. После этого 8 октября 1926 года Сект был смещён с поста и уволен в отставку.
Сект придерживался стереотипных уничижительных взглядов на большинство евреев. Сект проигнорировал Конституцию 1919 года, запрещавшую религиозную дискриминацию, и приказал, чтобы евреев не принимали в рейхсвер, какими бы квалифицированными они ни были.
В отставке
В 1930—1932 годах Сект был депутатом рейхстага от либерально-националистической Немецкой народной партии. Написал несколько книг.

### В Китае

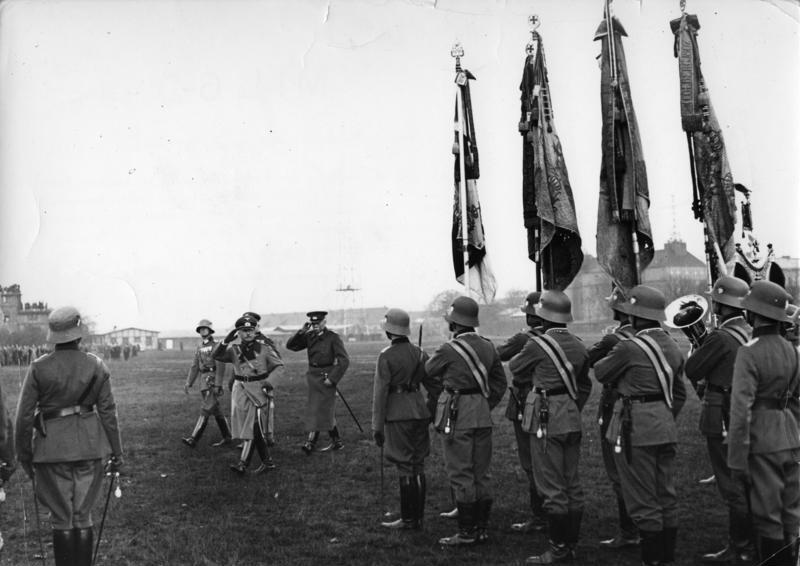
Сект проводит обзор войск с начальником штаба Фричем

С 1933 по 1935 год он служил советником Чан Кайши и помогал заложить новую основу китайско-германского сотрудничества до 1941 года. В октябре 1933 года Сект прибыл в Китай, чтобы возглавить немецкую военную миссию. На момент его прибытия китайско-германские отношения были в плохом состоянии из-за расового высокомерия немцев, и Чан подумывал уволить немцев и ввести французскую военную миссию. Чтобы спасти военную миссию, Сект приказал немецким офицерам вести себя более тактично по отношению к китайцам и начать проявлять некоторое уважение к их национальным чувствам. Таким образом Сект спас положение Германии в Китае.
Сект сообщил Чану, что Китаю понадобится армия из 60 дивизий, которую он предложил вооружить современным оружием и обучить общевойсковым операциям, которые он ранее использовал для обучения немецкой армии в 1920-х годах. Сект подчеркнул, что для обучения ведению современной войны ему понадобятся лучшие китайские офицеры. Его цель состояла в том, чтобы сделать Национально-революционную армию похожей на рейхсвер, который восполнял недостаток количества с помощью высокого качества профессиональных солдат. Кроме того, Сект подчеркнул, что хочет положить конец регионализму в китайских вооруженных силах. Армию должны были возглавить офицеры, которые были лояльны только Чану, без какой-либо региональной привязанности. Кроме того, Сект призвал Чана укрепить нижнюю часть долины Янцзы и принять политику индустриализации Китая, чтобы преодолеть зависимость от западного оружия. С этой целью Сект предложил торговое соглашение между Китаем и Германией, по которому Германия будет получать минералы, необходимые для производства оружия, особенно вольфрам, а Китай будет снабжён оружием и промышленным оборудованием, необходимым для обеспечения самодостаточности Китая в военном производстве. В марте 1934 года Чан назначил Секта своим главным военным советником и заместителем председателя Совета по военным делам.  В этом качестве Сект проводил два раза в неделю встречи в Нанкине между Чаном и его самыми высокопоставленными генералами. В 1934 году план Секта о 60 дивизиях был принят. Для создания этой армии был принят 10-летний план. Офицеры, обученные Сектом, позже сыграли важную роль в сопротивлении Китая японскому вторжению в Китай.
Чтобы победить китайских коммунистов, Сект посоветовал Чану окружить районы, контролируемые коммунистами, линией фортов, чтобы заставить коммунистических партизан сражаться в открытом бою, где превосходящая огневая мощь националистов дала бы им преимущество. Следуя совету Секта, весной и летом 1934 года Гоминьдан построил в провинции Цзянси три тысячи взаимосвязанных дорогами укреплённых пунктов в рамках Пятой кампании по уничтожению бандитов. Такая тактика, а также серия операций по окружению привели к тяжелым поражениям коммунистов. В октябре 1934 года партизанские отряды Мао были вынуждены покинуть Цзянси и уйти на север (см. «Великий поход»)
Умер в Берлине 27 декабря 1936 года, похоронен на кладбище Инвалиденфридхоф.

## Позиция и взгляды
Как отмечает Л. А. Безыменский:

Сект приходил к следующим выводам: в России происходят сдвиги, являющиеся результатом воздействия революционных идей большевистской партии. «Силой оружия, — считал Сект, — это развитие задержать нельзя». — Безыменский Л. А. Гитлер и Сталин перед схваткой. — М.: Вече, 2000.
Свои взгляды Ганс фон Сект изложил в 1920 г. в специальном меморандуме на имя правительства в 1920 году. Антанта, писал Сект, будет весьма заинтересована в том, чтобы использовать Германию против России. Но этот план принесёт Германии лишь новые беды. «Если Германия начнёт войну против России, — предупреждал Сект, — то она будет вести безнадёжную войну». Л. А. Безыменский приводит вывод, сделанный фон Сектом «на основе трезвого анализа естественных, людских и социальных ресурсов Советской Республики»:

«Россия имеет за собой будущее. Она не может погибнуть»— Ганс фон Сект, приводится по Безыменский Л. А. Гитлер и Сталин перед схваткой.
Фон Сект также обращал внимание на рост и укрепление авторитета Советского государства — в письме на имя правительства от 15 июля 1922 г. он пишет:

«Видел ли мир большую катастрофу, чем испытала Россия в последней войне? И как быстро поднялось Советское правительство в своей внутренней и внешней политике! И разве первое проявление немецкой политической активности не заключалось в подписании договора в Рапалло, что привело к росту немецкого авторитета?»

«Участие в правительстве гитлеровской партии не только желательно, но и необходимо. Оно необходимо не в узкопарламентском и партийно-политическом плане.»
 — ответ фон Секта на вопрос «Желательно ли участие гитлеровской партии в правительстве и каковы могут быть последствия этого участия?» в газете « Deutsche Allgemeine Zeitung» от 25 ноября 1930 года.

## Характер

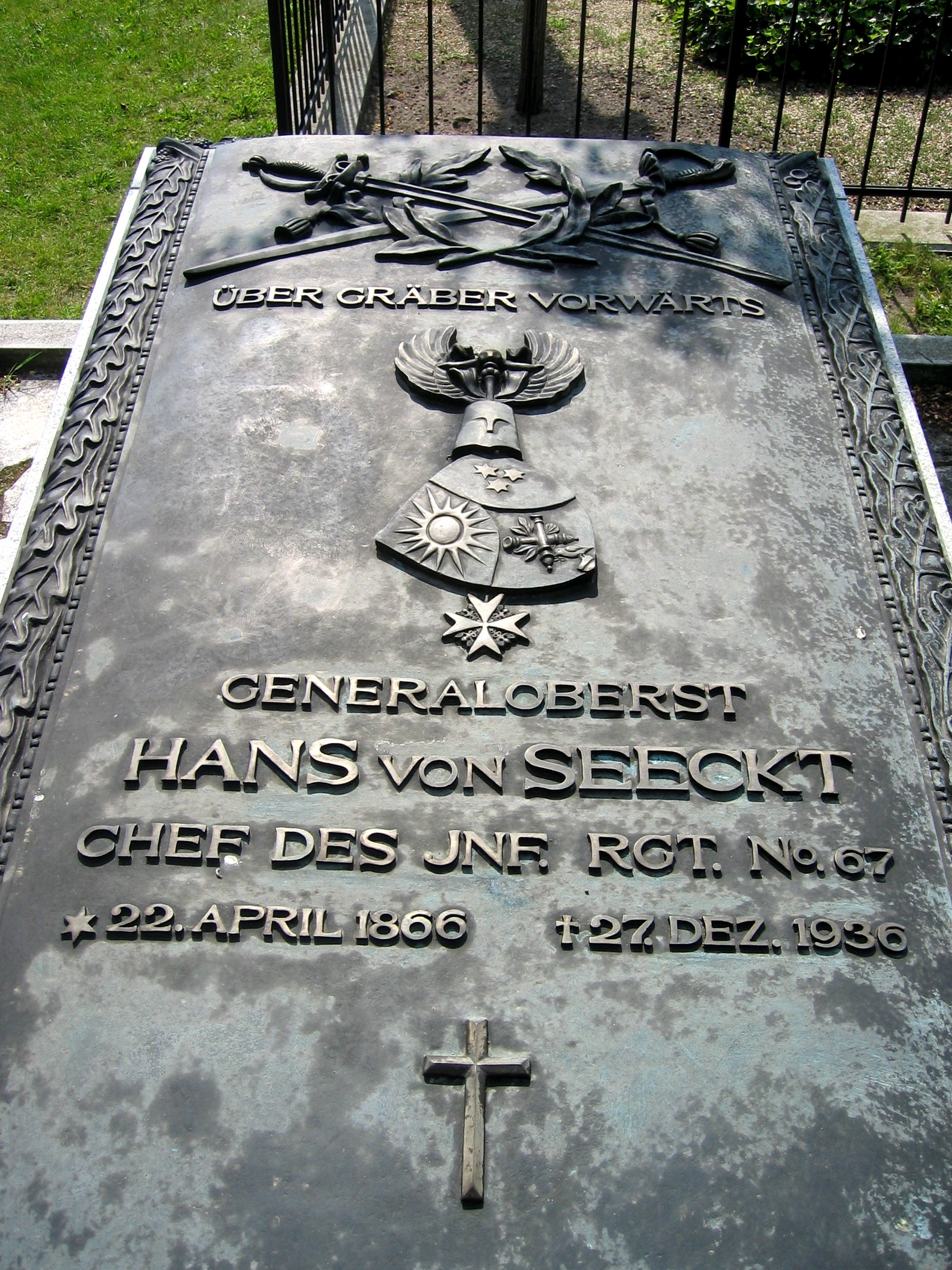
Могила Ханса фон Секта на кладбище Инвалиденфридхоф в Берлине

Сект всегда держался корректно и профессионально. Маленький, подтянутый мужчина, он всегда носил безупречную форму. Имел суровое выражение лица и был склонен к молчанию. Во время работы в Османской империи получил прозвище «Сфинкс». Его образование и опыт были довольно обширными. В ранние годы Сект путешествовал по Европе, а также по большей части Африки и Индии, где подружился с лордом Китченером. Интересы Секта выходили далеко за пределы военных традиций Пруссии. Свободно владея французским и английским языками, он хорошо разбирался в искусстве. Британский посол лорд Абернон написал о Секте: «…он гораздо более проницателен и умен, чем можно было бы ожидать от человека в хорошо пригнанной форме и с такой педантичной внешностью».

## Сочинения
- Zukunft des Reiches. 1929
- Moltke, ein Vorbild. 1931
- Deutschland zwischen Ost und West. 1933
- Gedanken Eines Soldaten (Мысли солдата). 1935.
- Сект, Ганс фон Оборона страны. / Пер. с нем. М. Струве. Со вступ. ст. К. Радека. — М.: Гос. воен. изд-во, 1931. — 55 с.